# Suchodoły (Kętrzyn)
Suchodoły (deutsch Friedental, auch Friedenthal) ist ein Ort in der polnischen Woiwodschaft Ermland-Masuren und gehört zur Landgemeinde Kętrzyn (Rastenburg) im Powiat Kętrzyński (Kreis Rastenburg).

## Geographische Lage
Suchodoły liegt südlich des Faulen Sees (polnisch Jezioro Mażański) im nördlichen Osten der Woiwodschaft Ermland-Masuren. Die frühere Kreisstadt Angerburg (polnisch Węgorzewo) liegt 19 Kilometer in nordöstlicher Richtung, während die jetzige Kreismetropole Kętrzyn (Rastenburg) neun Kilometer in südwestlicher Richtung entfernt ist.

## Geschichte
Am 11. Dezember 1889 entstand aus dem Abbau Lenk der Wohnplatz Friedental in der Landgemeinde Masehnen (polnisch Mażany) und gehörte zum Kreis Angerburg im Regierungsbezirk Gumbinnen der preußischen Provinz Ostpreußen. Im Jahre 1905 zählte Friedental lediglich fünf Einwohner.
Im Jahre 1945 kam der kleine Ort in Kriegsfolge mit dem gesamten Ostpreußen zu Polen und erhielt die polnische Namensform „Suchodoły“. Heute ist der Ort in das Schulzenamt (polnisch sołectwo) Mażany integriert und eine Ortschaft im Verbund der Gmina Kętrzyn im Powiat Kętrzyński, vor 1998 der Woiwodschaft Suwałki, seither der Woiwodschaft Ermland-Masuren zugeordnet.

## Kirche
Vor 1945 war Friedental in die evangelische Kirche Rosengarten in der Kirchenprovinz Ostpreußen der Kirche der Altpreußischen Union bzw. in die katholische Pfarrkirche in Rastenburg im Bistum Ermland eingepfarrt. Heute gehört Suchodoły zur katholischen Christkönigskirche in Radzieje bzw. zur evangelischen Pfarrei in Kętrzyn.

## Verkehr
Suchodoły liegt südlich der Verbindungsstraße von Nowa Różanka (Neu Rosenthal) nach Radzieje (Rosengarten) und ist über eine Stichstraße von dort zu erreichen. Eine Bahnanbindung besteht nicht.